# Semjonovski polk
Semjonovski polk (rusko Семёновский полк) je bil sprva polk zabavne vojske, ki jo je leta 1683 ustanovil Aleksej I. Ruski. Ime je dobil po vasi Semenovskoje, ki je ležala pred Moskvo.
Polk je bil uradno ustanovljen leta 1687, ko je postal tudi uradni gardni polk redne vojske. 